# Rock in Rio

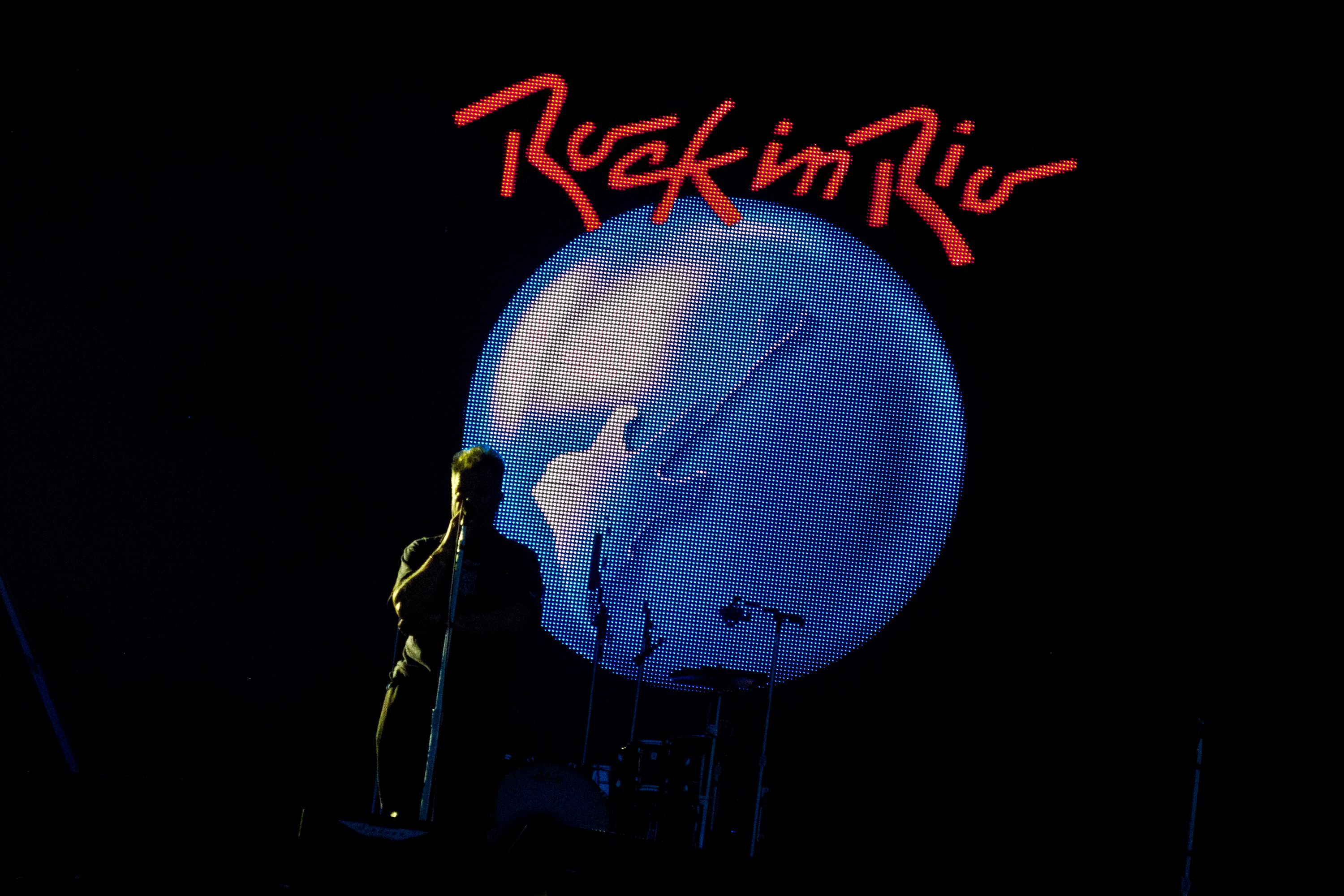
Logo von Rock in Rio 2012

Rock in Rio ist ein internationales Rockmusik-Festival, das bisher zehnmal in Rio de Janeiro, zehnmal mal in Lissabon und dreimal in Arganda del Rey, nahe Madrid, stattfand. Im Mai 2015 feierte das Festival Premiere in Las Vegas, floppte aber dort.

## Übersicht
Für eine Übersicht über alle auftretenden Künstler siehe Rock in Rio/Line-ups.
| Jahr | Dates | Name                    | Land               | Stadt          | Ort                          |
| ---- | ----- | ----------------------- | ------------------ | -------------- | ---------------------------- |
| 1985 |       | Rock in Rio             | Brasilien          | Rio de Janeiro | City of Rock                 |
| 1991 |       | Rock in Rio II          | Brasilien          | Rio de Janeiro | Maracanã                     |
| 2001 |       | Rock in Rio III         | Brasilien          | Rio de Janeiro | City of Rock                 |
| 2004 |       | Rock in Rio Lisboa      | Portugal           | Lissabon       | Parque da Bela Vista         |
| 2006 |       | Rock in Rio Lisboa II   | Portugal           | Lissabon       | Parque da Bela Vista         |
| 2008 |       | Rock in Rio Lisboa III  | Portugal           | Lissabon       | Parque da Bela Vista         |
| 2008 |       | Rock in Rio Madrid      | Spanien            | Madrid         | La Ciudad del Rock           |
| 2010 |       | Rock in Rio Lisboa IV   | Portugal           | Lissabon       | Parque da Bela Vista         |
| 2010 |       | Rock in Rio Madrid II   | Spanien            | Madrid         | La Ciudad del Rock           |
| 2011 |       | Rock in Rio IV          | Brasilien          | Rio de Janeiro | City of Rock                 |
| 2012 |       | Rock in Rio Lisboa V    | Portugal           | Lissabon       | Parque da Bela Vista         |
| 2012 |       | Rock in Rio Madrid III  | Spanien            | Madrid         | La Ciudad del Rock           |
| 2013 |       | Rock in Rio V           | Brasilien          | Rio de Janeiro | City of Rock                 |
| 2014 |       | Rock in Rio Lisboa VI   | Portugal           | Lissabon       | Parque da Bela Vista         |
| 2015 |       | Rock in Rio VI          | Brasilien          | Rio de Janeiro | City of Rock                 |
| 2015 |       | Rock in Rio USA         | Vereinigte Staaten | Las Vegas      | MGM Resorts Festival Grounds |
| 2016 |       | Rock in Rio Lisboa VII  | Portugal           | Lissabon       | Parque da Bela Vista         |
| 2017 |       | Rock in Rio VII         | Brasilien          | Rio de Janeiro | Olympiapark Rio de Janeiro   |
| 2018 |       | Rock in Rio Lisboa VIII | Portugal           | Lissabon       | Parque da Bela Vista         |
| 2019 |       | Rock in Rio VIII        | Brasilien          | Rio de Janeiro | Olympiapark Rio de Janeiro   |
| 2022 |       | Rock in Rio IX          | Brasilien          | Rio de Janeiro | Olympiapark Rio de Janeiro   |
| 2022 |       | Rock in Rio Lisboa IX   | Portugal           | Lissabon       | Parque da Bela Vista         |
| 2024 |       | Rock in Rio X           | Brasilien          | Rio de Janeiro | Olympiapark Rio de Janeiro   |
| 2024 |       | Rock in Rio Lisboa X    | Portugal           | Lissabon       | Parque Tejo                  |

## Rock in Rio

### Rock in Rio (1985)

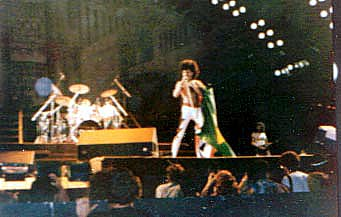
Queen bei Rock in Rio (1985)

Das Musikfestival fand erstmals im Zeitraum vom 11. Januar bis 20. Januar des Jahres 1985 statt und wurde von etwa 1,38 Millionen Menschen besucht. Eine Zeitlang galt es damit als das größte Musikfestival der Welt und sorgte für einen Umsatz von rund 400 Millionen US-Dollar. Für das Festival wurde mit der „City of Rock“ eine Art eigene Stadt entworfen.
Damals konnte der Veranstalter Roberto Medina einige der kommerziell erfolgreichsten Rock- und Metal-Bands verpflichten wie beispielsweise Queen, AC/DC, Scorpions, Iron Maiden und Whitesnake. Außerdem traten auch Tina Turner, Ozzy Osbourne, Yes, The B-52’s, Go-Go’s, Nina Hagen, George Benson, James Taylor, Rod Stewart, Al Jarreau sowie zahlreiche brasilianische Acts wie Gilberto Gil und Alceu Valença auf.
Bei den beiden Auftritten von Queen waren damals etwa 250.000 Zuschauer anwesend.  Die Auftritte wurden auf MTV übertragen. Schätzungsweise 200 Millionen Menschen verfolgten die Auftritte am Fernsehen. Sie erschienen im selben Jahr unter dem Titel Live in Rio auf VHS und Laserdisc veröffentlicht.
Iron Maiden unterbrachen ihre World Slavery Tour um einen Auftritt zu spielen. Bruce Dickinson verletzte sich dabei mit einer Gitarre am Auge und begann heftig zu bluten, setzte seinen Auftritt aber dennoch fort.

### Rock in Rio II (1991)
Nachdem Rock in Rio im Jahr 1985 ein Erfolg war, fand im Jahr 1991 das Musikfestival Rock in Rio II statt. Unter anderen traten diesmal Künstler wie Guns N’ Roses, George Michael, Billy Idol, Queensrÿche, New Kids on the Block und Prince auf. Am 26. Januar 1991 spielte die Gruppe a-ha im Maracanã vor 195.000 Zuschauern und stellte damit einen Besucherweltrekord für Konzerte in Stadien auf. Dieser wird im Guinness-Buch der Rekorde von 2004 erwähnt.
Für Guns N’ Roses war es der erste Auftritt mit neuem Schlagzeuger Matt Sorum und Keyboarder Dizzy Reed. Bei George Michaels zweitem Auftritt am 27. Januar kam Andrew Ridgeley, sein ehemaliger Partner bei Wham!, auf die Bühne und hatte einen seiner wenigen Auftritte nach der Trennung von Wham!. Es war gleichzeitig der letzte gemeinsame Auftritt der beiden.

### Rock in Rio III (2001)
Erst nach zehn Jahren wurde erneut ein Rockfestival in Rio de Janeiro veranstaltet. Das 2001 stattfindende Festival stand unter dem Motto Rock in Rio por um Mundo Melhor („Rock in Rio für eine bessere Welt“). Es bot eine gemischtere Auswahl an Musikacts: Neben Guns N’ Roses, Rob Halford, Queensrÿche und Red Hot Chili Peppers nahmen auch Britney Spears, *NSYNC, R.E.M. und Foo Fighters teil. Iron Maiden spielte im Jahr 2001 vor 250.000 Zuschauern, Guns N’ Roses konnten jedoch vor noch mehr Zuschauern spielen.
Am Rande des Festivals gab es Proteste brasilianischer Musiker, die sich benachteiligt fühlten, da niemand Headliner war und sie recht frühe Time Slots bekamen. Aus diesem Grund sagten O Rappa, die vor den damals kaum in Brasilien bekannten Deftones spielen sollten, ab. Daneben entscheiden sich auch Jota Quest, Raimundos, Charlie Brown Jr., Skank and Cidade Negra gegen eine Teilnahme.
Iron Maiden spielten einen viel bejubelten Auftritt, den sie auch als Livealbum veröffentlichten. Den Erlös von Rock in Rio spendeten sie an eine Stiftung für den ehemaligen Schlagzeuger Clive Burr, der an Multipler Sklerose erkrankt war.
Guns N’ Roses hatten ihren ersten großen Auftritt seit 1993. Neben Axl Rose war kein einziges Mitglied der Originalbesetzung dabei. Gitarristen war Buckethead, Robin Finck und Paul Tobias, Bassist Tommy Stinson, Schlagzeuger Brain und als Keyboarder waren Dizzy Reed und Chris Pitman vertreten. erstmals wurden auch drei Songs des allerdings erst sieben Jahre später erscheinenden Albums Chinese Democracy gespielt.
Carlinhos Brown wurde während seines Auftritts mit Wasserflaschen beworfen, vermutlich weil sich die Fans von Guns N’ Roses nicht mehr gedulden wollten. Die Band war bekannt dafür, ihre Fans stundenlang warten zu lassen. Während des Auftritts hatte er die Security angewiesen, das Publikum trotz der großen Hitze nicht mehr mit Wasser zu bespritzen, da diese dem Auftritt nicht genug Beachtung schenken würden. Dies verschärfte die Situation nur noch. Dennoch brachte er seinen Gig noch zu Ende.
Nick Oliveri wurde nach seinem Auftritt mit Queens of the Stone Age wegen Erregung öffentlichen Ärgernisses verhaftet, da er teilweise nackt auf der Bühne war.
Am 12. Januar wurde im Rahmen des Festivals ein landesweites dreiminütiges Schweigen für eine bessere Welt organisiert, an dem sich Fernseh- und Radiostationen beteiligten.

### Rock in Rio IV (2011)
2011 wurde das Festival nach zehn Jahren wieder in Rio de Janeiro ausgetragen. Als Termine wurden der 23., 24., 25., der 29. und 30. September ausgesucht sowie der 1. und 2. Oktober 2011. Als Festivalgelände diente ein Platz in Jacarepaguá. Dabei traten unter anderem die Bands Guns N’ Roses, Metallica, Coldplay, System of a Down und Red Hot Chili Peppers auf. Als weitere Künstler nahmen Shakira, Rihanna, John Mayer, Jamiroquai, Elton John, Katy Perry und Snow Patrol teil. Innerhalb von nur vier Tagen wurden alle Eintrittskarten verkauft, somit haben an den sieben Festivaltagen 700.000 Zuschauer teilgenommen.

### Rock in Rio V (2013)
Rock in Rio V fand vom 13. bis zum 22. September 2013 statt. Unter anderem Metallica, Iron Maiden, Beyoncé und Bruce Springsteen waren Headliner. Besonderes Highlight war eine Bühne, auf der verschiedene Künstler zusammen auftraten, so unter anderem Sepultura einmal mit Tambours du Bronx und einmal mit Zé Ramalho. Helloween traten mit ihrem früheren Gitarristen Kai Hansen auf und Destruction teilten sich die Bühne mit Krisiun. Insgesamt wurden 595.000 Zuschauer gezählt.

### Rock in Rio VI (2015)
Das Festival fand vom 18. bis 20. und 24. bis 27. September 20 statt. 150 Bands traten beim Rock in Rio 2015 auf – darunter als Headliner Metallica, Queen mit Adam Lambert als Sänger, Rod Stewart, System of a Down, Slipknot, Rihanna und Katy Perry. Es handelte sich um das dreißigjährige Jubiläum des Festivals. Daher wurden bewusst auch Künstler eingeladen, die 1985 schon gespielt haben: Queen, Rod Stewart, Al Jarreau und Lulu Santos. A-ha und Faith No More hatten 1991 bereits gespielt, Rihanna und Katy Perry 2011. Metallica hatten bereits sechs Mal auf dem Festival gespielt, wenn man die Auftritte in Portugal mitzählt.

### Rock in Rio VII (2017)
2017 fand das Rock-in-Rio-Festival vom 15. bis 24. September 2017 wieder in Rio de Janeiro statt. Die Veranstaltung fand in diesem Jahr im Olympiapark von Rio in Barra da Tijuca statt. Geplant war ein Headliner-Auftritt von Lady Gaga. Diese musste jedoch wegen einer Erkrankung an Fibromyalgie 24 Stunden vorher absagen. Maroon 5 sagten daher zu, zwei Headliner-Auftritte zu spielen. Weitere Headliner waren Aerosmith, Guns N’ Roses. The Who, Red Hot Chili Peppers, Justin Timberlake und Bon Jovi.

### Rock in Rio VIII (2019)
2019 fand das Rock-in-Rio-Festival an 2 Wochenenden im September (vom 27. bis 29.) und im Oktober (3. bis 6.) in Rio de Janeiro statt. Die Veranstaltung fand in diesem Jahr wieder im Olympiapark von Rio in Barra da Tijuca statt. Unter anderem traten 2019 Scorpions, Iron Maiden, Helloween, Muse, Pink, Black Eyed Peas, Whitesnake, Red Hot Chili Peppers, Bon Jovi, Megadeth, Sepultura, Slayer, Foo Fighters, Drake, Weezer, Tenacious D und Ivete Sangalo auf.
Für Pink war es der erste Auftritt in Lateinamerika überhaupt. Bei ihrem Auftritt machte ein Fan seinem Freund einen Heiratsantrag, unterstützt von Pink.

### Rock in Rio IX (2022)
Das für 2021 geplante Rock in Rio IX musste wegen der COVID-19-Pandemie auf 2022 verlegt werden. In diesem Jahr fand das Festival an zwei Wochenenden im September (vom 2. bis 4. und vom 8. bis 11. September) statt. Headliner waren Iron Maiden, Post Malone, Justin Bieber, Guns N’ Roses, Green Day, Coldplay und Dua Lipa.
Die sechs Tage waren innerhalb weniger Stunden ausverkauft, wobei der Headliner-Tag von Justin Bieber innerhalb von zwölf Minuten ausverkauft war und Iron Maiden am längsten brauchten. Insgesamt gab es pro Tag 100.000 Karten.

### Rock in Rio X (2024)
Die 10. Ausgabe fand vom 13. bis zum 22. September 2024 statt. Erstmals traten an einem Tag ausschließlich brasilianische Künstler auf, die nach Genres sortiert nacheinander auftraten. Headliner waren Travis Scott, Imagine Dragons, Avenged Sevenfold, Ed Sheeran, Katy Perry und Shawn Mendes. Am 21. September traten verschiedene brasilianische Allstar-Bands auf, die unter dem Namen Forever … rangierten und verschiedene Genres repräsentierten.

## Ableger in Lissabon und Madrid

### Lissabon (2004)
2004 fand das vierte Festival statt. Zum ersten Mal diente jedoch nicht Rio de Janeiro als Veranstaltungsort, sondern Lissabon. Der kommerzielle Trend der vorherigen Festivals wurde fortgesetzt und Headliner waren diesmal unter anderem Metallica, Slipknot, Black Eyed Peas, Britney Spears, Evanescence, Paul McCartney und Peter Gabriel. Mehr als 386.000 Menschen besuchten die City of Rock an den sechs Festivaltagen.

### Lissabon (2006)
Vom 25. Mai bis zum 4. Juni fand die zweite Auflage des Rock-in-Rio-Musikfestivals abermals in Lissabon statt. Diesmal waren erneut die Red Hot Chili Peppers und Guns N’ Roses dabei. Aber auch Anastacia, Santana, Shakira und Jamiroquai traten unter anderem auf. Die Red Hot Chili Peppers spielten am 3. Juni vor 76.000 Zuschauern.

### Lissabon / Madrid (2008)
2008 fand Rock in Rio sowohl in Lissabon (am 30., 31. Mai und 1. Juni, und am 5. und 6. Juni) als auch in Arganda del Rey, nahe Madrid (am 27. und 28. Juni sowie am 4., 5. und 6. Juli) statt. Künstler wie Machine Head, Amy Winehouse, Bon Jovi, Alanis Morissette, Lenny Kravitz, Carl Cox, Ivete Sangalo, James Morrison, Neil Young, The Police, Metallica, Shakira, Alejandro Sanz und Jamiroquai traten auf.

### Lissabon / Madrid (2010)
Im Mai 2010 fand zum vierten Mal das Rock in Rio-Festival in Lissabon statt, das von über 329.000 Zuschauern besucht wurde.
Im Juni 2010 fand dann die zweite Auflage von Rock in Rio in Madrid statt, das von mehr als 250.000 Zuschauern besucht wurde. Unter anderem traten Künstler wie Bon Jovi, John Mayer, Paul van Dyk, Shakira, Rihanna, Calle 13, David Guetta, Miley Cyrus, Rage Against the Machine, Tiësto, Metallica, Motörhead sowie Sôber auf.

### Lissabon / Madrid (2012)

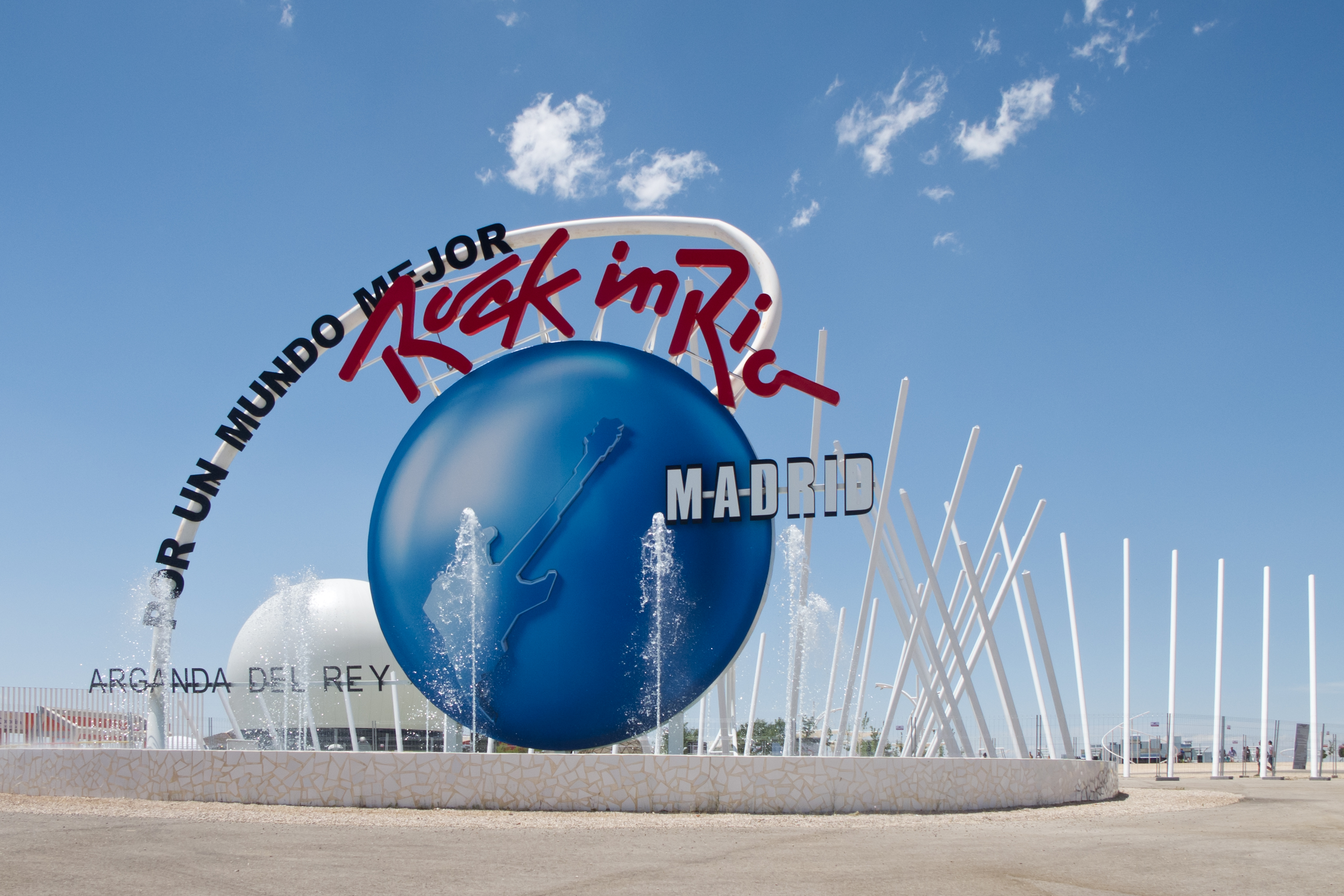
Eingang zum Rock in Rio Madrid 2012

2012 fand das Rock-in-Rio-Festival in Lissabon zum fünften Mal sowie das Rock in Rio in Madrid zum dritten Mal statt.
Allein in Lissabon besuchten mehr als 354.000 Menschen die City of Rock.

### Lissabon (2018)
2018 fand das Festival erneut in Lissabon statt. An den beiden Wochenenden vom 23. und 24. Juni sowie am 29. und 30. Juni traten in Lissabon Muse, Bruno Mars, The Killers und Katy Perry.

### Rock in Rio Lisboa 9 (2022)
Auch in Lissabon wurde das Festival 2020 und 2021 abgesagt, so dass die 9. Ausgabe schließlich am 18. und 19. Juni sowie am 25. und 26. Juni 2022 abgehalten wurde. Headliner waren Muse, The Black Eyed Peas, Duran Duran und Post Malone.

### Rock in Rio Lisboa 10 (2024)
Auch 2024 fand Rock in Rio Lissabon im gleichen Jahr wie das originale Festival statt. Am 15. und 16. Juni spielten Scorpions und Ed Sheeran als Headliner, am 22. Juni die Jonas Brothers und am 24. Juni Doja Cat.

## Weitere Ableger

### Rock in Rio USA (2015)
Rock in Rio USA war der Versuch das Festival in den Vereinigten Staaten zu etablieren. Gewählt wurde das MGM Resorts Festival Grounds auf dem Las Vegas Strip in Paradise. Es fand am 8. Mai mit Headliner No Doubt, am 9. Mai mit Metallica, am 15. Mai mit Taylor Swift (als Teil ihrer The 1989 World Tour) und am 16. Mai mit Bruno Mars statt. Der Zuschauerzuspruch war jedoch ernüchternd. Anvisiert waren 328.000 Zuschauer. Letztlich wurden es mit 140.000 Besuchern nur etwas weniger als die Hälfte. Dementsprechend fand das Festival nicht mehr in den Vereinigten Staaten statt.

### Rock in Rio Deutschland
Ernsthafte Planungen für einen Ableger in Deutschland gab es ab 2018. Für vier Abende sollte das Außengelände der Messe Düsseldorf 2019 als Konzertort dienen. Da jedoch bereits ein Ed-Sheeran-Konzert an gleicher Stelle an den behördlichen Zusagen scheiterte, wurde die Frage im Stadtrat diskutiert und letztlich abschlägig beschieden. Schuld daran war vor allem, dass der Bebauungsplan noch nicht fertig sei und das Gelände bis 2019 auch noch nicht fertig erschlossen sei.

### Weitere Pläne
Ab 2019 versuchten die Veranstalter weitere Länder zu erschließen. Geplant waren unter anderem Chile und Dubai, jedoch wurden die Pläne bislang auf Grund der Covid-19-Pandemie und deren Auswirkungen nicht umgesetzt.

## Bedeutung
Von der Besucheranzahl und Popularität der Headliner her ist das Rock-in-Rio-Festival eines der größten Musikfestivals der Welt. Durchschnittlich 90.000 Besucher nahmen an den einzelnen Tagen teil. Besonders die erste Ausgabe, zur damaligen Zeit mit 1,5 Millionen Besuchern an zehn Tagen das größte Rockfestival der Welt, setzte den Standard für eine Reihe größerer Veranstaltungen. Alleine die erste Ausgabe brachte der Stadt über 400 Millionen Dollar ein.  Neben dem Originalfestival in Rio de Janeiro ist besonders die portugiesische Ausgabe in Lissabon sehr beliebt und gilt auch als Touristenattraktion. Weitere Versuche das Festival zu etablieren scheiterten jedoch. So wurde Madrid nach drei Ausgaben eingestellt und das US-amerikanische Festival in Las Vegas wurde ein Megaflop.

## Diskografie
Diverse Bands haben Livealben oder Videos ihrer Rock-in-Rio-Konzerte herausgebracht, wobei manche Veröffentlichungen bereits Raritäten sind; in Form von Bootlegs sind die Rock-in-Rio-Shows der meisten Bands jedoch häufig zu finden.
Aufgeführt sind nur offizielle Veröffentlichungen, keine Bootlegs.
- 1984: Rock In Rio – Rock in Rio Festival (Kompilation)
- 1985: Queen – Live in Rio (Sony) (VHS)
- 1986: James Taylor – Live in Rio (Som Livre)
- 1992: Barão Vermelho – Ao Vivo (Som Livre)
- 2002: Iron Maiden – Rock in Rio (EMI)
- 2007: Os Paralamas do Sucesso – Rock In Rio - Os Paralamas Do Sucesso Ao Vivo 1985 (EMI)
- 2008: Cássia Eller – Rock in Rio Ao Vivo (Universal Music)
- 2008: Halford – Resurrection World Tour - Live At Rock In Rio III (Metal God Entertainment)
- 2011: Ira! e Ultraje A Rigor – Ao Vivo (MZA Music)
- 2011: Barão Vermelho – Rock In Rio 1985 (MZA Music)
- 2012: Detonautas Roque Clube – Ao Vivo (MZA Music)
- 2012: Skank – Rock in Rio (Sony Music)
- 2012: Titãs e Xutos & Pontapés – Rock in Rio Ao Vivo (Universal Music) (DVD)
- 2012: Jota Quest – Rock in Rio (MZA Music)
- 2012: Motörhead – The Wörld Is Ours - Vol 2 (Anyplace Crazy As Anywhere Else) (UDR/Motörhead Music/EMI) (CD/DVD, Auszüge)
- 2012: Orquestra Sinfônica Brasileira – Concerto Sinfônico Legião Urbana Rock In Rio (MZA Music)
- 2012: Capital Inicial – Ao Vivo (Sony Music)
- 2014: Sepultura & Tambours du Bronx – Metal Veins (Alive at Rock in Rio) (CD/DVD/Blu-Ray, Ear Music/Edel)
- 2014: Martinho da Vila/Cidade Negra/Emicida – Rock In Rio (Ao Vivo) (CD/DVD)
- 2016: Gojira – Magma (Roadrunner Records) (Bonus-DVD)
- 2019: Pet Shop Boys – Inner Sanctum (x2/Sony) (Bonus-Blu-Ray)
- 2020: Queen + Adam Lambert – Live Around the World (Hollywood Records) (Auszüge)
- 2023: Hollywood Vampires – Live in Rio (Ear Music/Edel)